# 회르스홀름시

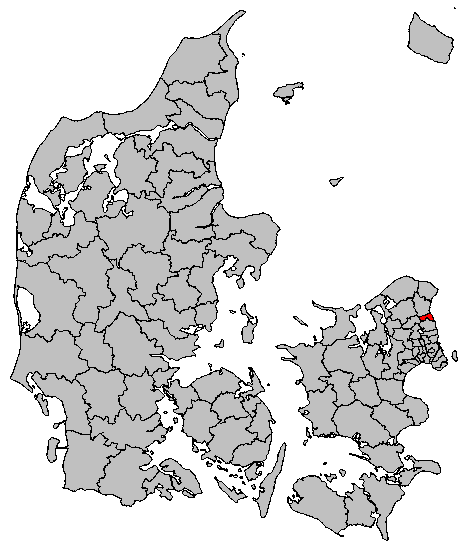
회르스홀름시의 위치

회르스홀름시(덴마크어: Hørsholm Kommune)는 덴마크 수도 지역에 위치한 지방 자치체로 행정 중심지는 회르스홀름이며 면적은 31km2, 인구는 24,796명(2014년 4월 1일 기준)이다. 셸란섬 북부에 위치한다.